# Пуерто-Мальдонадо
Пуерто-Мальдонадо (ісп. Puerto Maldonado) — місто на південному сході Перу неподалік від кордону з Бразилією і за 55 км від болівійського кордону. Адміністративний центр регіону Мадре-де-Дьйос.

## Географія

Панорама міста Пуерто-Мальдонадо

Місто розташоване на місці злиття річок Мадре де Дьйос (притоки річки Амазонки) і Тамбопата, приблизно за 400 кілометрів на схід від Куско. Пуерто-Мальдонадо є портовим містом, вниз від якого починається судноплавство по річці.
Місто Пуерто-Мальдонадо часто називають «південною столицею перуанської Амазонії» і «світовою столицею флори і фауни», саме воно є воротами для відвідування Національного парку Ману, визнаного в 1987 ЮНЕСКО — натуральною спадщиною людства, і національного заповідника Тамбопата-Кандамо, які славляться величезною різноманітністю флори і дикої фауни джунглів.

### Клімат
Місто знаходиться у зоні, котра характеризується вологим тропічним кліматом. Найтепліший місяць — січень із середньою температурою 26.1 °C (79 °F). Найхолодніший місяць — липень, із середньою температурою 22.8 °С (73 °F).
| Клімат Пуерто-Мальдонадо | Клімат Пуерто-Мальдонадо | Клімат Пуерто-Мальдонадо | Клімат Пуерто-Мальдонадо | Клімат Пуерто-Мальдонадо | Клімат Пуерто-Мальдонадо | Клімат Пуерто-Мальдонадо | Клімат Пуерто-Мальдонадо | Клімат Пуерто-Мальдонадо | Клімат Пуерто-Мальдонадо | Клімат Пуерто-Мальдонадо | Клімат Пуерто-Мальдонадо | Клімат Пуерто-Мальдонадо | Клімат Пуерто-Мальдонадо |
| Показник                 | Січ.                     | Лют.                     | Бер.                     | Квіт.                    | Трав.                    | Черв.                    | Лип.                     | Серп.                    | Вер.                     | Жовт.                    | Лист.                    | Груд.                    | Рік                      |
| Абсолютний максимум, °C  | 35                       | 33                       | 37                       | 35                       | 34                       | 35                       | 34                       | 36                       | 37                       | 36                       | 37                       | 35                       | 37                       |
| Середній максимум, °C    | 30                       | 30                       | 31                       | 30                       | 30                       | 30                       | 30                       | 33                       | 33                       | 32                       | 32                       | 30                       | 31                       |
| Середня температура, °C  | 26                       | 25                       | 25                       | 25                       | 24                       | 23                       | 22                       | 24                       | 25                       | 25                       | 26                       | 25                       | 25                       |
| Середній мінімум, °C     | 22                       | 20                       | 20                       | 20                       | 18                       | 17                       | 15                       | 16                       | 18                       | 19                       | 20                       | 21                       | 19                       |
| Абсолютний мінімум, °C   | 17                       | 13                       | 15                       | 13                       | 9                        | 11                       | 8                        | 7                        | 11                       | 12                       | 13                       | 15                       | 7                        |
| Норма опадів, мм         | 200                      | 150                      | 140                      | 80                       | 50                       | 70                       | 50                       | 50                       | 60                       | 130                      | 120                      | 240                      | 1350                     |
| Днів з дощем             | 12                       | 9                        | 5                        | 3                        | 4                        | 6                        | 4                        | 1                        | 2                        | 8                        | 7                        | 12                       | 77                       |
| ------------------------ | ------------------------ | ------------------------ | ------------------------ | ------------------------ | ------------------------ | ------------------------ | ------------------------ | ------------------------ | ------------------------ | ------------------------ | ------------------------ | ------------------------ | ------------------------ |
| Джерело: Weatherbase     |                          |                          |                          |                          |                          |                          |                          |                          |                          |                          |                          |                          |                          |

## Історія
Місто Пуерто-Мальдонадо було засноване в 1902 році вченим Фаустіно Мальдонадо, який досліджував річку Мадре де Дьйос від самих витоків до її злиття з річкою Тамбопата.

## Економіка
У минулому економіка міста базувалась на лісозаготівлі, обробці та транспортування деревини, видобутку золота і каучуку, зборі врожаїв бразильського горіха, проте в даний час, завдяки близькості до національних парків Ману, Бауаха-Сонене і Тамбопата-Кандамо, Пуерто-Мальдонадо є найбільшим центром екотуризму в Перу.

## Населення
У місті проживає більше 92 000 жителів, що становить приблизно три чверті всього населення регіону Мадре-де-Дьйос.

## Аеропорт
Місцевий аеропорт Padre Aldamiz International Airport розташований за 8 км від міста.

## Пам'ятки
- Озеро Сандоваль, розташоване за 5 км від міста Пуерто Мальдонадо.
- Озеро Валенсія, розташоване за 60 км від міста
- Пагорб Червоних Папуг Ара Колорадо, розташований за 150 км від міста в Національному заповіднику Тамбопата.
- Національний парк Ману
- Заповідник Тамбопата-Кандамо
- Національний парк Бауаха-Сонене (90 км від міста).